# 烏爾根奇
烏爾根奇（烏茲別克語：//，發音：[urɡæntʃ]，羅馬化：Urgench，羅馬化：Gorgånch/Gorgānč/Gorgânc/Gurganj）為烏茲別克花拉子模州的首府，位在烏茲別克及土庫曼的邊境附近，人口約14萬人。現今的烏爾根奇市建城於18世紀中葉，並非中亞古國花剌子模沙朝的舊都烏爾根奇（又譯作玉龍傑赤）。
歷史上的烏爾根奇位於阿姆河畔，在西元10世紀時，烏爾根奇是花剌子模地區最大的城市，也是絲路在中亞地區最大的交易都市。12世紀時，花剌子模王國興起，烏爾根奇成為該國的首都，但是到了阿拉烏丁·摩訶末蘇丹時期，因為政治上的因素，而將帝國首都由烏爾根奇遷到河中的撒馬爾罕。
西元1220年，成吉思汗派遣朮赤與察合台兩人進攻烏爾根奇（即玉龙杰赤之战），由於朮赤與察合台兩人意見不合，加上守城的康里人抵抗異常頑強，烏爾根奇一直到了隔年才被蒙古人攻破，蒙古人在憤怒之下，對烏爾根奇展開了徹底的破壞。
1231年，烏爾根奇在原城池的南方重建，虽然在1272年伊儿汗国入侵时受到毁坏，但是到了14世紀又重新成為花剌子模地區的最大都市。但是隨著阿姆河的河道遷移，烏爾根奇的繁華便日漸沒落，16世紀以後，政治、商業的重心漸漸移向了北部的希瓦。到了18世紀時，舊烏爾根奇被徹底的放棄，希瓦汗國另外於希瓦南方的現址重建新烏爾根奇。
新烏爾根奇的現址位於烏茲別克境內，而舊烏爾根奇的遺址則位於土庫曼的境內。